# Вільне та відкрите програмне забезпечення

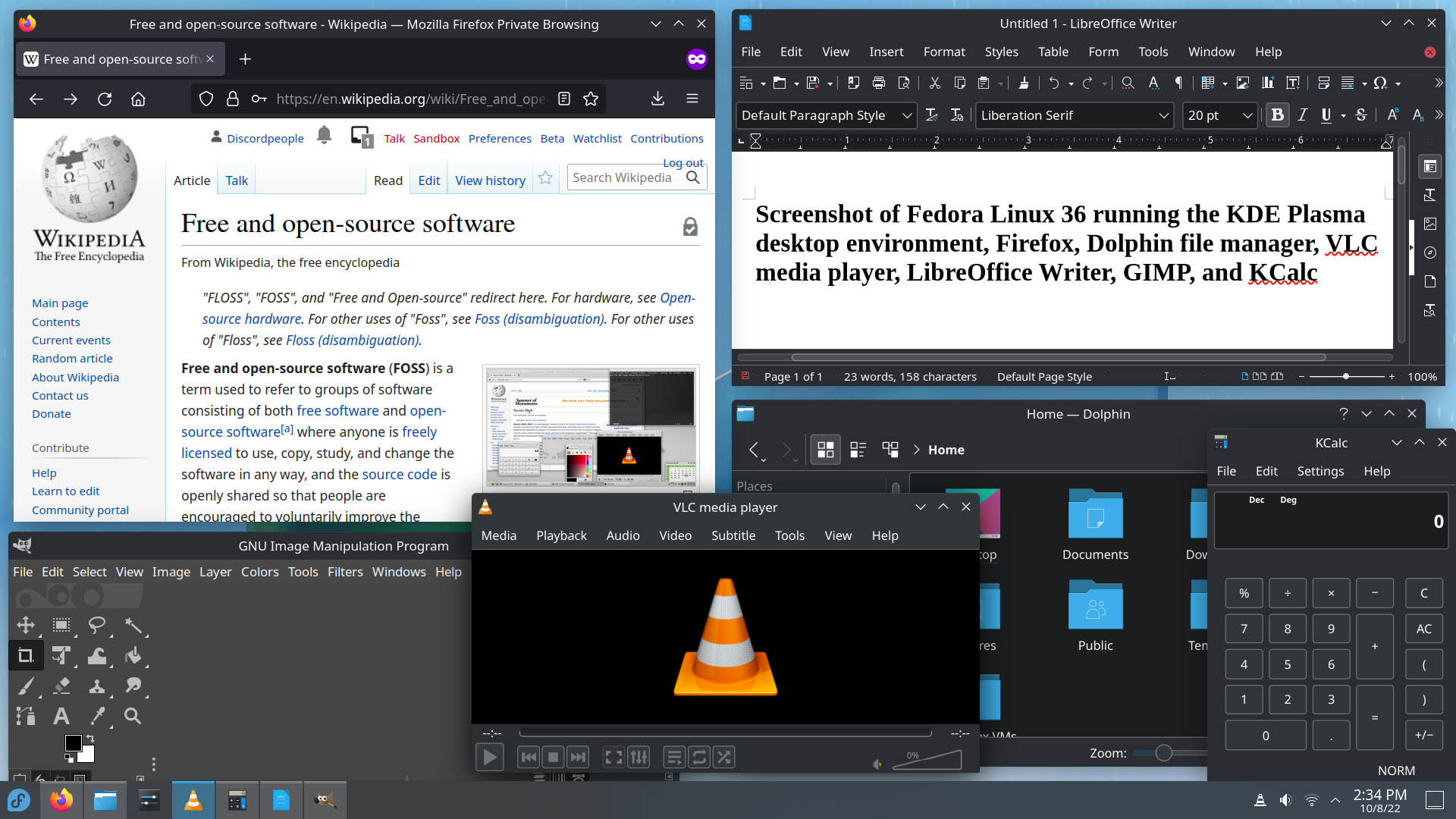
Знімок екрана вільного відкритого програмного забезпечення (ВВПЗ): Fedora Linux 36 зі стільничним середовищем KDE Plasma 5, браузер Firefox, файловий менеджер Dolphin, медіаплеєр VLC, LibreOffice Writer, GIMP та KCalc

Вільне та відкрите програмне забезпечення, або ВВПЗ (англ. FLOSS — free/libre/open source software) — програмне забезпечення, що розповсюджується за, так званими, вільними або відкритими ліцензійними угодами. Головна відмінність цих угод від ліцензій на власницьке програмне забезпечення — надання кінцевому користувачеві певних прав та свобод щодо використання, змінення та розповсюдження ВВПЗ.
Вільне та відкрите програмне забезпечення — це збірний термін для зазначення двох видів програмного забезпечення: вільного та відкритого. За кожними з цих видів стоять великі спільноти розробників та користувачів. Кожна спільнота має своє, відмінне від інших, формулювання головних засад свого існування та кінцевої мети, але поточні цілі обох спільнот часто збігаються. Багато ліцензій обидві спільноти визнають як вільні та відкриті одночасно.
Права, гарантовані ВВПЗ, походять з «Чотирьох основних свобод» Визначення вільного програмного забезпечення та критеріїв Визначення відкритого сирцевого коду. Усе ВВПЗ може мати відкритий сирцевий код, але не все програмне забезпечення з доступним сирцевим кодом є ВВПЗ.
Порівняно з терміном «FOSS», більше поширеним у США, слово «libre» (ісп. та фр. «вільний») додано для уникнення непорозумінь, пов'язаних із різними значеннями «free» в англійській мові: як «безкоштовний», так і «вільний». Термін запровадив 2001 року Рішаб Айєр Гош. Наразі він вживається в офіційних англомовних документах Європейського Союзу, Південно-Африканської Республіки, Бразилії, Індії та інших країн.
Історичним попередником ВВПЗ була екосистема програмного забезпечення в суспільному надбанні, яка об'єднувала аматорів та науковців у 1960-х–1980-х роках. Безкоштовні операційні системи з відкритим сирцевим кодом, наприклад, дистрибутиви Linux та нащадки BSD, широко використовуються, забезпечуючи роботу мільйонів серверів, настільних комп'ютерів, смартфонів та інших пристроїв. Багато програм виходять під вільними ліцензіями та ліцензіями з відкритим сирцевим кодом. Серед причин використання ВВПЗ — зниження вартості програмного забезпечення, підвищення захищеності від шкідливих програм, стабільність, конфіденційність, можливості використання в освітніх цілях та надання користувачам більшого контролю над власним обладнанням.
Рух за вільне програмне забезпечення та рух за програмне забезпечення з відкритим сирцевим кодом — це онлайнові соціальні рухи, що стоять за широким виробництвом, впровадженням та просуванням ВВПЗ.

## Огляд
«Вільне та відкрите програмне забезпечення» (ВВПЗ) — це збірний термін для програмного забезпечення, яке вважається вільним програмним забезпеченням та програмним забезпеченням з відкритим сирцевим кодом. Точне визначення термінів «вільне програмне забезпечення» та «програмне забезпечення з відкритим сирцевим кодом» застосовує їх до будь-якого програмного забезпечення, що розповсюджується на умовах, які дозволяють користувачам використовувати, змінювати та розповсюджувати це програмне забезпечення будь-яким способом, який вони вважають за потрібне, без вимоги виплачувати автору(ам) програмного забезпечення роялті чи винагороду за участь у перелічених видах діяльності.
Хоча ліцензії на вільне програмне забезпечення та ліцензії на програмне забезпечення з відкритим сирцевим кодом майже повністю збігаються, між прихильниками цих двох позицій існує сильна філософська розбіжність. Термінологія ВВПЗ була створена для того, щоб бути нейтральною до цих філософських розбіжностей між Фондом вільного програмного забезпечення (ФВПЗ) та Ініціативою з відкритого коду (ІВК) та мати єдиний уніфікований термін, який міг би стосуватися обох концепцій, хоча Річард Столлман стверджує, що вона не є нейтральною, на відміну від подібного терміна «Вільне/Лібре та програмне забезпечення з відкритим кодом» (FLOSS).

### Вільне програмне забезпечення
«Визначення вільного програмного забезпечення» Річарда Столмена, прийняте ФВПЗ, визначає вільне програмне забезпечення у плані свободи, а не ціни, з підтримкою чотирьох основних свобод. Найдавніша відома публікація цього визначення вільного ПЗ була у Бюлетені GNU FSF (нині не видається) за лютий 1986 року.. Канонічне джерело документа міститься в розділі філософії на вебсайті проєкту GNU. Станом на  серпень 2017, його опубліковано 40 мовами.

#### Чотири основні свободи вільного програмного забезпечення
Щоб відповідати визначенню «вільного програмного забезпечення», ФВПЗ вимагає, щоб ліцензування програмного забезпечення поважало громадянські свободи/права людини, які названо «Чотирма основними свободами» користувача програмного забезпечення:
- Свобода запускати програму з будь-якою метою (свобода 0).[a]
- Свобода вивчати роботу програми та адаптувати її до ваших потреб (свобода 1). Доступ до сирцевих текстів є необхідною умовою.
- Свобода розповсюджувати копії, так що ви можете допомогти вашому товаришу (свобода 2).
- Свобода покращувати програму та публікувати ваші покращення, так що все суспільство виграє від цього (свобода 3). Доступ до сирцевих текстів є необхідною умовою.[19]

### Відкрите програмне забезпечення
Визначення ПЗ з відкритим кодом використовує Ініціатива з відкритого коду (ІВК) для з'ясування того, чи ліцензія на програмне забезпечення відповідає вимогам організації щодо відкритого програмного забезпечення. Визначення засновано на Керівних принципах вільного програмного забезпечення Debian, які написав та адаптував переважно Брюс Перенс. Перенс не спирався у своїй праці на чотирьох основних свободах вільного програмного забезпечення від ФВПЗ, які лише пізніше стали доступними в інтернеті. Згодом Перенс заявив, що, на його думку, просування Еріком Реймондом відкритого програмного забезпечення несправедливо затьмарило зусилля ФВПЗ, і підтвердив свою підтримку вільного програмного забезпечення. У наступних 2000-х роках він знову говорив про відкритий сирцевий код.

## Історія
У перші десятиліття розвитку обчислювальної техніки, особливо від 1950-х до 1970-х років, програмного забезпечення розробляли значною мірою спільно. Програми зазвичай поширювали у вигляді сирцевого коду серед науковців, дослідників та корпоративних розробників. Більшість компаній на той час отримували дохід від продажу обладнання, а програмне забезпечення, включно зі сирцевим кодом, вільно поширювалося разом з ним, часто як програмне забезпечення суспільного надбання.
На кінець 1960-х та в 1970-х роках почала формуватися окрема індустрія програмного забезпечення. Компанії почали продавати програмне забезпечення як окремий продукт, що привело до використання обмежувальних ліцензій та технічних заходів, таких як поширення лише виконуваних файлів. Цей зсув зумовило зростання конкуренції та антимонопольний контроль з боку уряду США щодо програмного забезпечення, яке постачається разом із обладнанням, прикладом чого є антимонопольна справа 1969 року «Сполучені Штати проти IBM».
Ключовим поворотним моментом став 1980 рік, коли дію закону США про авторське право офіційно поширено на комп'ютерне програмне забезпечення. Це дало змогу таким компаніям, як IBM, ширше запровадити моделі розповсюдження із закритим кодом. 1983 року IBM запровадила політику «лише об'єктного коду», припинивши поширення сирцевого коду свого системного програмного забезпечення.
У відповідь на зростання обмежень на програмне забезпечення, Річард Столмен 1983 року запустив у Массачусетському технологічному інституті проєкт GNU. Його метою була розробка повноцінної вільної операційної системи та відновлення свободи користувачів. Для підтримки цієї місії 1985 року засновано ФВПЗ. Маніфест GNU Столмена та «Чотири основні свободи» окреслили етичну позицію руху, наголошуючи на контролі користувача над програмним забезпеченням.
Випуск 1991 року Лінусом Торвальдсом ядра Linux та його переліцензування 1992 року за Загальною публічною ліцензією GNU (GPL) ознаменували важливий крок до повністю вільної операційної системи. Інші проєкти вільного програмного забезпечення, такі як FreeBSD, NetBSD та OpenBSD, також здобули популярність після вирішення 1993 року позову USL проти BSDi.
1997 року в есе «Собор і базар» Ерік Реймонд дослідив модель розробки вільного програмного забезпечення, що вплинуло на рішення Netscape 1998 року опублікувати сирцевий код свого браузерного пакунка. Ця кодова база стала основою Mozilla Firefox та Thunderbird.
Щоб розширити використання програмного забезпечення бізнесом, група розробників, разом із Еріком Реймондом, Брюсом Перенсом, Тімом О'Райлі та Лінусом Торвальдсом, перейменували рух вільного програмного забезпечення на «Відкритий сирцевий код» (англ. Open Source). Для просування цього нового терміну та підкреслення переваг спільної розробки над ідеологією 1998 року засновано Ініціативу відкритого коду (англ. Open Source Initiative, OSI).
Попри початковий опір, як-от твердження Microsoft 2001 року про те, що «відкритий код руйнує інтелектуальну власність», ВВПЗ зрештою здобуло широке визнання в корпоративному світі. Такі компанії, як Red Hat, довели, що комерційний успіх та принципи вільного програмного забезпечення можуть співіснувати.

## Використання

### Переваги над пропрієтарним програмним забезпеченням

#### Персональний контроль, налаштування та свобода
Користувачі ВВПЗ мають право на чотири основні свободи, що дозволяють їм необмежено використовувати, вивчати, копіювати, змінювати та розповсюджувати таке програмне забезпечення з модифікаціями або без них. Якщо вони хочуть змінити функціональність програмного забезпечення, вони можуть внести зміни до коду та, за бажанням, розповсюдити такі модифіковані версії програмного забезпечення або часто — залежно від моделі ухвалення рішень щодо програми та інших її користувачів — навіть пропонувати або вносити зміни в оригінальне програмне забезпечення.

#### Приватність та безпека
Виробників власницького програмного забезпечення із закритим кодом іноді змушують вбудовувати у своє програмне забезпечення бекдори або інші приховані небажані функції. Замість того, щоб довіряти постачальникам програмного забезпечення, користувачі ВВПЗ можуть самостійно перевіряти сирцевий код, або довіряти в цьому спільноті волонтерів та користувачів. Оскільки власницький код зазвичай прихований, про будь-які вразливості в ньому можуть знати лише самі постачальники та хакери тоді як ВВПЗ залучає для швидкого виявлення помилок якомога більше людей.

#### Низькі витрати або їх відсутність
ВВПЗ часто безплатне, хоча часто схвалюються пожертви. Це також дозволяє користувачам краще тестувати та порівнювати програмне забезпечення.

#### Якість, співпраця та ефективність
ВВПЗ дає кращі умови для співпраці між різними сторонами та окремими особами з метою розробки найефективнішого програмного забезпечення для користувачів або варіантів використання, тоді як власницьке програмне забезпечення зазвичай призначене для отримання прибутку. Крім того, в багатьох випадках у такі проєкти роблять внесок більше організацій та окремих осіб, ніж у власницьке програмне забезпечення. Показано, що основною причиною, чому компанії обирають програмне забезпечення з відкритим кодом, зазвичай є технічна перевага.

### Недоліки порівняно з пропрієтарним програмним забезпеченням

#### Безпека та підтримка користувачів
Згідно із законом Лінуса, що більше людей можуть бачити та випробовувати код, то більша ймовірність того, що будь-які недоліки буде виявлено та швидко виправлено. Однак це не гарантує високого рівня залученості. Наявність групи штатних фахівців, які працюють над комерційним продуктом, іноді може бути перевагою, порівняно з ВВПЗ.
Крім того, оприлюднений сирцевий код може полегшити хакерам пошук у ньому вразливостей та написання експлойтів. Однак це припускає, що зловмисні хакери ефективніші, ніж «білі хакери», які відповідально розкривають або допомагають виправляти вразливості так, що не відбувається витоків коду чи даних, і що зворотна розробка власницького коду є для зловмисних хакерів значною перешкодою.

#### Сумісність апаратного та програмного забезпечення
Іноді ВВПЗ несумісне із запатентованим обладнанням або специфічним програмним забезпеченням. Часто через те, що виробники перешкоджають ВВПЗ, наприклад, не розкриваючи інтерфейсів чи інших специфікацій, необхідних учасникам руху ВВПЗ для написання драйверів для їхнього обладнання  –  наприклад, оскільки вони хочуть, щоб клієнти використовували лише їхнє власне програмне забезпечення, або розраховують отримати вигоду від партнерства.

#### Помилки та відсутні функції
Хоча ВВПЗ може перевершувати пропрієтарні аналоги щодо функцій програмного забезпечення та стабільності, в багатьох випадках воно має більше невиправлених помилок та відсутніх функцій порівняно з аналогічним комерційним ПЗ. Це залежить від конкретного випадку та зазвичай від рівня зацікавленості в конкретному проєкті. Однак, на відміну від програмного забезпечення із закритим кодом, покращення може вносити будь-хто, хто має для цього мотивацію, час та навички.
Поширеною перешкодою в розробці ВВПЗ є відсутність доступу до деяких спільних офіційних стандартів через високі роялті або необхідність угоди про нерозголошення (наприклад, для формату DVD-Video).

#### Менша гарантія розвитку
Часто існує менша впевненість у тому, що проєкт ВВПЗ отримає необхідні ресурси та розвиватиметься, ніж комерційне програмне забезпечення, яке підтримує компанія. Однак компанії також часто скасовують проєкти через неприбутковість, а великі компанії можуть покладатися на відкрите програмне забезпечення і, отже, спільно його розробляти. З іншого боку, якщо постачальник власницького ПЗ припиняє розробку, альтернатив немає; тоді як у випадку з ВВПЗ будь-який користувач, якому це потрібно, все ще має сирцевий код та право продовжувати розробку самостійно або платити за це третій стороні.

#### Відсутні застосунки
Оскільки дистрибутиви вільної операційної системи Linux мають меншу частку ринку серед кінцевих користувачів, доступно також менше застосунків.

### Ухвалення урядами
| Країна     | Опис |
| ---------- | --- |
| Аргентина  | Під час президентства Крістіни Фернандес де Кіршнер уряд Аргентини запустив програму Conectar Igualdad («З'єднай рівність») за участі ANSES та Міністерства освіти Аргентини, за якою діти в державних школах отримали для використання в освітніх цілях безкоштовні ноутбуки. На них було встановлено Huayra GNU/Linux, вільну операційну систему з відкритим сирцевим кодом на основі Debian зі стільничним середовищем MATE, яку розробило аргентинське міністерство технологій. |
| Австрія    | 2005 року Відень перейшов із Microsoft Office 2000 на OpenOffice.org і з Microsoft Windows 2000 на Linux. |
| Бразилія   | 2006 року бразильський уряд одночасно заохочував розповсюдження дешевих комп'ютерів під управлінням Linux серед бідніших верств населення, субсидуючи їх купівлю за рахунок податкових пільг. |
| Канада     | 2017 року місто Су-Сент-Марі (Онтаріо) відкрило більшість своїх внутрішніх ресурсів із розробки програмного забезпечення, щоб зменшити власні витрати та посилити співпрацю з іншими муніципалітетами, які мають подібні проблеми. |
| Еквадор    | У квітні 2008 року Еквадор прийняв подібний закон, Указ 1014, покликаний перевести державний сектор на вільне програмне забезпечення. |
| Франція    | У березні 2009 року Національна жандармерія Франції оголосила, що до 2015 року повністю перейде на Ubuntu. Перехід на програмне забезпечення з відкритим кодом почато 2005 року, коли у всій організації Microsoft Office було замінено на OpenOffice.org. У вересні 2012 року прем'єр-міністр Франції виклав низку практичних рекомендацій щодо використання відкритого коду у французькому державному управлінні. Їх опубліковано в документі, що базується на роботах міжвідомчої групи експертів. Цей документ просуває встановлення фактичної конвергенції на основі відкритого сирцевого коду, активізацію мережі експертів з питань конвергенції на основі відкритого сирцевого коду, покращення підтримки програмного забезпечення з відкритим сирцевим кодом, сприяння окремим проєктам, слідування за великими спільнотами, поширення альтернатив основним комерційним рішенням, відстеження використання відкритого сирцевого коду та його наслідків, розвиток культури використання ліцензій з відкритим сирцевим кодом під час розробки державних інформаційних систем. Однією з цілей цієї групи експертів є створення списків програмного забезпечення з відкритим кодом, рекомендованого для використання у французькому державному управлінні.            |
| Німеччина  | У німецькому місті Мюнхен протягом десяти років, від 2003 до 2013 року, 15 000 стаціонарних комп'ютерів і ноутбуків було переведено з операційної системи Microsoft Windows на Linux-середовище на основі Debian під назвою LiMux. Після успішного завершення проєкту понад 80 % усіх комп'ютерів працювали під керуванням Linux. 13 листопада 2017 року видання The Register повідомило, що до 2020 року Мюнхен планує повернутися до Windows 10. Але 2020 року Мюнхен вирішив знову перейти з Microsoft на Linux. 2022 року Німеччина запустила Open CoDE, власний репозиторій і форум ВВПЗ. |
| Індія      | Уряд індійського штату Керала оголосив про офіційну підтримку вільного та відкритого програмного забезпечення у своїй ІТ-політиці 2001 року, сформульованій після першої в історії конференції з вільного програмного забезпечення в Індії «Свобода понад усе!», яка відбулася в липні 2001 року в столиці штату Трівандрумі. 2009 року уряд штату заснував Міжнародний центр вільного та відкритого програмного забезпечення (ICFOSS). У березні 2015 року уряд Індії оголосив про політику прийняття ВВПЗ. |
| Італія     | Італійські військові перейшли на LibreOffice та формат OpenDocument (ODF). 15 вересня 2015 року асоціація LibreItalia оголосила, що міністерство оборони протягом наступних півтора року встановить цей пакунок офісних програм на близько 150 000 робочих станцій, що зробить його другим за величиною впровадженням LibreOffice у Європі. Станом на 23 червня 2016 року переведено 6000 станцій. Військова платформа електронного навчання. |
| Йорданія   | У січні 2010 року уряд Йорданії оголосив про партнерство з корпорацією Ingres (нині називається Actian), компанією з управління базами даних з відкритим сирцевим кодом, що базується в США, з метою сприяння використанню програмного забезпечення з відкритим сирцевим кодом, починаючи з університетських систем Йорданії. |
| Малайзія   | Малайзія запустила «Малайзійську програму відкритого програмного забезпечення для державного сектору», що на 2008 рік дало змогу заощадити мільйони на ліцензіях на пропрієтарне програмне забезпечення. |
| Перу       | 2005 року уряд Перу проголосував за прийняття відкритого коду в усіх своїх органах. Відповідь 2002 року на критику Microsoft доступна в інтернеті. У преамбулі до законопроєкту уряд підкреслив, що вибір зроблено для забезпечення захисту ключових стовпів демократії: «Основні принципи, які надихають цей законопроєкт, пов'язані з основними гарантіями правової держави». |
| Португалія | 2000 року португальський муніципалітет Вієйра-ду-Міню почав перехід на вільне програмне забезпечення з відкритим сирцевим кодом. |
| Румунія    | IOSSPL — безкоштовне програмне забезпечення з відкритим сирцевим кодом, яке використовується в публічних бібліотеках Румунії. |
| Іспанія    | 2017 році місто Барселона розпочало міграцію своїх комп'ютерних систем з платформи Windows. Стратегія полягала в тому, щоб спочатку замінити всі користувацькі програми альтернативами з відкритим сирцевим кодом, доки операційна система Windows не залишиться єдиним пропрієтарним програмним засобом. На останньому етапі її замінено на Linux. |
| Уганда     | У вересні 2014 року Національне управління інформаційних технологій Уганди (NITA-U) на семінарі, організованому спільно з Асоціацією ІКТ Уганди (ICTAU), оголосило конкурс на розробку стратегії та політики щодо відкритого коду. |
| США        | У лютому 2009 року Білий дім переніс свій веб-сайт на сервери Linux, використовуючи для керування контентом Drupal. У серпні 2016 року уряд США оголосив про нову федеральну політику щодо сирцевого коду, яка вимагає, щоб щонайменше 20 % користувацького сирцевого коду, розробленого будь-яким агентством федерального уряду або для нього, було випущено як програмне забезпечення з відкритим сирцевим кодом (ПЗВСК). Крім того, політика вимагає, щоб усім сирцевим кодом ділилися між агентствами. Публічний реліз здійснюється в рамках трирічної пілотної програми, і відомства зобов'язані збирати дані про цей пілотний проєкт для оцінення його ефективності. Загальна політика спрямована на зменшення дублювання, уникнення «прив'язки» до одного постачальника та стимулювання спільної розробки. Новий веб-сайт code.gov надає «онлайнову колекцію інструментів, найкращих практик і схем, які допоможуть установам упроваджувати цю політику», — йдеться в повідомленні про політику. Він також забезпечує «основний портал для виявлення розробленого на замовлення програмного забезпечення, призначеного як для повторного використання в уряді, так і для випуску як ПЗВСК». Наразі[коли?] ще не визначено, які ліцензії ПЗВСК буде призначено коду. |
| Венесуела  | 2004 року у Венесуелі набув чинності закон (Декрет 3390), який зобов'язав усі державні установи протягом двох років перейти на відкритий код. Станом на червень 2009 року перехід все ще тривав. |

### Прийняття наднаціональними спілками та міжнародними організаціями

#### Європейський Союз
Офіційна заява Об'єднаного космічного альянсу, який керує комп'ютерними системами Міжнародної космічної станції (МКС), щодо того, чому вони вирішили перейти на МКС із Windows на Linux.
2017 року Європейська комісія заявила, що «інституції ЄС повинні самі стати користувачами програмного забезпечення з відкритим кодом, навіть більше, ніж вони це вже роблять», і назвала програмне забезпечення з відкритим кодом однією з дев'яти ключових рушійних сил інновацій, разом із великими даними, мобільністю, хмарними обчисленнями та інтернетом речей.
2020 року Європейська комісія ухвалила свою Стратегію відкритого коду на 2020—2023 роки, яка, зокрема, визначила ключовими цілями заохочення до обміну та повторного використання програмного забезпечення, а також опублікування сирцевого коду Комісії. Серед конкретних дій також є створення 2020 року Open Source Programme Office, та запуск 2022 року власного репозиторію ВВПЗ https://code.europa.eu/.
2021 року прийнято Рішення Комісії щодо ліцензування програмного забезпечення з відкритим кодом та повторного використання програмного забезпечення Комісії (2021/C 495 I/01), згідно з яким, загалом, Європейська Комісія може випускати програмне забезпечення за EUPL або іншою ліцензією ВВПЗ, якщо це доцільно. Хоча є й винятки.
У травні 2022 року Експертна група з питань сумісності європейських державних служб (англ. Expert group on the Interoperability of European Public Services) опублікувала 27 рекомендацій щодо посилення сумісності державних адміністрацій у всьому ЄС. Ці рекомендації мали бути враховані пізніше того ж року в пропозиції Комісії щодо «Закону про інтероперабельну Європу».

## Розробка
Сирцевий код програмного забезпечення загальнодоступний для використання, модифікації та вдосконалення. Помітними прикладами програмних продуктів з відкритим кодом є Mozilla Firefox, Android та медіаплеєр VLC. Процес розробки зазвичай відрізняється від традиційних методів, таких як водоспадна модель. Надається перевага раннім випускам та залученню спільноти. Найчастіше використовуються гнучкі стратегії розробки. Розробники зазвичай спілкуються через електронну пошту, вікі, вебфоруми та служби миттєвих повідомлень, оскільки вони зазвичай не працюють поблизу один одного. Для спрощення співпраці над кодом використовують системи контролю версій, наприклад, Git.

## Проблеми та інциденти

### Суперечка щодо GPLv3
Загальна публічна ліцензія GNU (GPL), створена Фондом вільного програмного забезпечення (ФВПЗ) , — одна з найпоширеніших ліцензій копілефту в спільноті вільного програмного забезпечення з відкритим кодом (ВВПЗ). Версія 2 (GPLv2), опублікована 1991 року, відіграла центральну роль у захисті свободи програмного забезпечення для запуску, вивчення, модифікації та поширення користувачами. Однак, із розвитком технологій та правового ландшафту, особливо з появою систем керування цифровими правами (DRM) та патентів на програмне забезпечення, деякі розробники та експерти-юристи стверджували, що GPLv2 не захищає належним чином свободи користувачів у новіших контекстах. Це привело до розробки GPLv3, яка мала на меті розв'язати ці проблеми.
Хоча авторське право є основним правовим механізмом, який використовують автори ВВПЗ для забезпечення дотримання ліцензійних вимог щодо свого програмного забезпечення, інші механізми, такі як законодавство, патенти та торговельні марки, також мають свої наслідки. У відповідь на правові проблеми з патентами та Законом про авторське право в цифрову епоху (DMCA), ФВПЗ випустив 2007 року 3-тю версію своєї Загальної публічної ліцензії GNU (GNU GPLv3), яка чітко враховувала DMCA та патентні права.
Однією з ключових проблем, яку мала розв'язати GPLv3, була практика, відома як «тивоїзація», названа на честь компанії TiVo, яка використовувала програмне забезпечення, захищене GPL, але впроваджувала апаратні обмеження, які перешкоджали користувачам запускати модифіковані версії програмного забезпечення. ФВПЗ розцінив це як пряме порушення свободи програмного забезпечення, що спонукало GPLv3 включити формулювання, яке прямо забороняє такі обмеження. Крім того, GPLv3 ввела положення для захисту користувачів від агресивного застосування патентів на програмне забезпечення та підсилила ідею про те, що користувачі повинні зберігати контроль над програмним забезпеченням, яке вони використовують.
Після розробки GNU GPLv3 2007 року, ФВПЗ (як власник авторських прав на багато частин системи GNU) оновив ліцензії багатьох[джерело?] програм GNU від GPLv2 до GPLv3. З іншого боку, прийняття нової версії GPL активно обговорювалося в екосистемі ВВПЗ, кілька проєктів вирішили не переходити на GPLv3. Наприклад, ядро Linux, проєкт BusyBox, AdvFS, Blender та медіаплеєр VLC вирішили не використовувати ліцензію GPLv3.
Apple, користувач GCC та активний користувач як DRM, так і патентів, змінив компілятор у своєму середовищі розробки Xcode із GCC на Clang, інший компілятор з числа ВВПЗ, але з дозвільною ліцензією. LWN припустив, що Apple частково мотивувалася бажанням уникнути GPLv3. Проєкт Samba також перейшов на GPLv3, тому Apple замінила Samba у своєму програмному пакеті альтернативним власницьким програмним забезпеченням із закритим сирцевим кодом.
Суперечка навколо GPLv3 відбивала загальніший філософський розкол у спільноті відкритого коду: потрібні ліцензії, які агресивно захищають свободи користувачів (як у випадку з копілефтом) чи застосовувати поблажливіший, спільний, але неоднозначний підхід. Прихильники високо оцінили GPLv3 за посилення захисту від обмежень, накладаних апаратними та патентними загрозами, тоді як критики вважали, що вона створює правові та ідеологічні бар'єри, які ускладнюють її розробку та роблять її менш привабливою для впровадження. Наслідки сприяли підвищенню рівня прийняття дозвільних ліцензій, таких як ліцензії MIT та Apache, особливо з боку комерційних розробників програмного забезпечення.

### Перекос пріоритетності, неефективність та егоїзм розробників
Лімхейс (Leemhuis) критикує підхід до пріоритетизації кваліфікованих розробників, які замість того, щоб виправляти проблеми у вже популярних програмах з відкритим кодом та стільничних середовищах, створюють нове, здебільшого надлишкове програмне забезпечення, щоб здобути славу та багатство.
Він також критикує виробників ноутбуків за оптимізацію власних продуктів лише приватно або за використання обхідних прийомів замість того, щоб допомогти виправити фактичні причини багатьох проблем із Linux на ноутбуках, таких як зайве енергоспоживання.

### Комерційне право власності на програмне забезпечення з відкритим кодом
На деякі визначні програмні засоби з відкритим кодом вплинули злиття компаній. Компанія Sun Microsystems (Sun) придбала 2008 року MySQL AB, власницю популярної системи керування базами даних (СКБД) із відкритим кодом MySQL.
Oracle, у свою чергу, придбала в січні 2010 року Sun, отримавши їхні авторські права, патенти та торговельні марки. Таким чином, Oracle стала власницею як найпопулярнішої власної бази даних, так і найпопулярнішої бази даних із відкритим кодом. Спроби Oracle комерціалізувати MySQL викликали занепокоєння у спільноті ВВПЗ. Частково у відповідь на невизначеність щодо майбутнього MySQL, спільнота ВВПЗ зробила відгалуження проєкту для нових СКБД, які перебувають поза контролем Oracle: MariaDB, Percona та Drizzle. Усі вони мають різні назви; це окремі проєкти, і вони не можуть використовувати торговельну марку MySQL.

### Судові справи

#### Oracle проти Google
У серпні 2010 року Oracle подала до суду на Google, стверджуючи, що використання Java в Android порушує авторські права та патенти Oracle. У травні 2012 року суддя першої інстанції визначив, що Google не порушувала патентів Oracle, і постановив, що структура API Java, використовувана Google, не підлягає авторському праву. Присяжні встановили, що Google порушив права на небагато скопійованих файлів, але сторони домовилися, що Google не виплатить жодної компенсації за збитки. Oracle подала апеляцію до Федерального окружного суду, а Google подала зустрічну апеляцію щодо позову про буквальне копіювання.

## Економіка
Кинувши виклик регулюванню власності в процесі створення та використання інформації — ключової сфери сучасного зростання — Рух за вільне/відкрите програмне забезпечення (РВПЗ) протистоїть неолібералізму та приватизації загалом.
Усвідомлюючи історичний потенціал «економіки достатку» для нового цифрового світу, РВПЗ може розробити план політичного опору або показати шлях до потенційної трансформації капіталізму.
За словами Йохая Бенклера, професора імені Джека Н. та Ліліан Р. Беркманів з підприємницького права Гарвардської школи права, вільне програмне забезпечення є найпомітнішою частиною нової економіки спільного виробництва інформації, знань та культури. Як приклади, він наводить різноманітні проекти ВВПЗ, як із числа вільного ПЗ, так і проєкти з відкритим сирцевим кодом.